# Tahir Elçi
Tahir Elçi (Cizre, 1966 - Diyarbakır, 28 de novembre de 2015) fou un advocat kurd, degà del col·legi d'advocats de Diyarbakır. Elçi va passar a la primera pàgina internacional quan fou assassinat al districte Sur de Diyarbakir, al sud-est de Turquia, el 28 de novembre de 2015. Morí al rebre un únic tret al cap mentre realitzava una conferència de premsa reclamant la fi de la violència entre Turquia i el Partit dels Treballadors del Kurdistan (PKK). Elçi era conegut principalment per la seva defensa dels drets dels kurds.
Elçi havia estat detingut diverses vegades, a més de rebre amenaces de mort després d'expressar que l'il·legalitzat PKK no hauria de ser considerat com una organització terrorista. L'octubre de 2015 fou detingut per les autoritats turques acusat de difondre «propaganda terrorista» en benefici del PKK.
Fonts de premsa van difondre que Elçi havia mort en un tiroteig. En el tiroteig 3 policies turcs van resultar ferits, dels quals dos van perdre la vida a l'hospital. No obstant, el Partit de la Democràcia del Poble va expressar que el tiroteig era un «assassinat planejat», i diverses protestes van esclatar per Turquia. El germà d'Elçi, Ahmet Elçi, fou citat dient que el seu germà havia estat «mort per l'estat» (en referència a l'estat turc). Un alt càrrec turc, més tard, va emetre un anunci oficial exposant que «s'està investigant la possibilitat d'una tercera part directament implicada en l'assassinat».
Diverses protestes van emergir per Turquia, amb els manifestants cantant eslògans com «No ens podeu matar a tots», just després de l'assassinat.